# Indicatifs régionaux 801 et 385

Sur cette carte de l'Utah, la région en rouge est desservie par les indicatifs 801 et 385 alors que le reste de l'État est desservi par l'indicatif 435

Les indicatifs régionaux 801 et 385 sont des indicatifs téléphoniques régionaux qui desservent la région métropolitaine de Wasatch Front dans le centre-nord de l'État de l'Utah aux États-Unis. Ces indicatifs régionaux desservent les comtés de Salt Lake, Utah, Davis, Weber et Morgan.
Les principales villes couvertes par les indicatifs sont :
- Salt Lake City ;
- Ogden ;
- Layton ;
- Bountiful ;
- Orem ;
- Provo ;
- Kearns ;
- Alta ;
- Murray ;
- Midvale ;
- Sandy.

Les indicatifs régionaux 801 et 385 font partie du Plan de numérotation nord-américain.

## Historique des indicatifs régionaux du Utah
L'indicatif 801 date de 1947 et est l'un des indicatifs originaux du Plan de numérotation nord-américain. Lors de l'introduction du Plan de numérotation nord-américain, l'indicatif 801 couvrait tout l'État de l'Utah.
Le 21 septembre 1997, l'indicatif régional 801 original était scindé pour créer l'indicatif 435 qui depuis lors couvre le territoire de l'Utah situé à l'extérieur des comtés de Salt Lake, Utah, Davis, Weber et Morgan.
Le 1er juin 2008, l'indicatif 385 a été créé par chevauchement sur l'indicatif 801.